# George Ault
George Copeland Ault (født 11. oktober 1891 i Cleveland, Ohio, død 30. december 1948) var en amerikansk maler der var løst tilknyttet precisionist-bevægelsen,
og selv om han var påvirket af kubisme og surrealisme, er hans mest varige arbejde af realistisk karakter.
I 1899 da Ault var otte år flyttede familien til London, hvor han senere i en periode studerede britisk impressionisme og 1908 havde en udstilling ved St John's Wood Art School (en). 1911 flyttede familien tilbage til USA, til Hillside i New Jersey.

## Galleri
| - Værker af George Copeland Ault - Både på stranden, 1921 Boats on Beach - Mølledøren 1923 The Mill Door - Bagsiden af Patchin Place, 1927 Back of Patchin Place - Fra Brooklyn Heights, 1927 - Kat og lampe, 1928 - Hudson Street, 1932 - Augustnat ved Russell's Corners, 1940 August Night At Russell's Corners - Fuldmåne i januar, 1941 January Full Moon - Russell's Corner i dagslys, 1944 Daylight at Russell's Corner - Nøgenmodel og torso (på gulvet), 1945 Nude and Torso - Universal Symphony, 1947 - Miss Hollylwood, 1948 |